# サム・マーウィン・ジュニア
サミュエル・キムボール・マーウィン・Jr（Samuel Kimball Merwin Jr., 1910年4月28日-1996年1月13日）はアメリカ合衆国のミステリ作家、SF作家・編集者。ニュージャージー州プレインフィールドで誕生、カリフォルニア州ロサンジェルスで没。
主にサム・マーウィン・Jr（Sam Merwin, Jr.）として小説を刊行したが、他にもエリザベス・デア・ベネット(Elizabeth Deare Bennett)、マット・リー(Matt Lee)、ジャック・ジャン・フェラット(Jacques Jean Ferrat)、カーター・スプレイグ(Carter Sprague)などの変名がある。

## 人と作品
1940年、マーウィンは最初の作品Murder in Miniatures（ミステリーである）を出版した。1945年から51年の間、彼は「スタートリング・ストーリーズ誌」と「スリリング・ワンダー・ストーリーズ誌」の編集長としてSFの分野でのみ有名になった。当初、マーウィンは前任の編集長オスカー・J・フレンドから受け継いだペンネームの「土星軍曹」（"Sergeant Saturn"）として、後には単に「編集長」（"Editor"）として活動した。彼の正体は一般読者には6年間も未知のままに保たれ、そのことは彼の雑誌の手紙部門を、業界で最も活気があり尊重される存在にする一因となった。彼はまた1950年から51年の間、「季刊ファンタジック・ストーリー誌」の編集も行なった。
自由契約の作家になるために、マーウィンは1951年に編集の職を辞した。しかし彼のミステリーとSFの本は、商業的にも評論的にも、控えめな成功を見たに過ぎなかった。SFブームの只中であった1953年、彼は短期間「ファンタスティック・ユニヴァース誌」の編集に携わった。そして1953年から54年には「ギャラクシー・サイエンス・フィクション誌」の副編集者を務めた。
マーウィンは、おそらく今日では、平行世界もの（歴史改変テーマ）の長編『多元宇宙の家』The House of Many Worlds(1951)とその続編『時間の三つの面（未訳）』Three Faces of Time(1955)によって、最もよく記憶されている。前者は現代（執筆当時）の世界とその平行世界を舞台にしたスリラー仕掛けの作品、後者は古代ローマ時代を舞台とした作品である。

## 著書

### 多元宇宙の家シリーズ
1. The House of Many Worlds 、スタートリング・ストーリーズ誌（1951年9月）
  - 加筆版: The House of Many Worlds、ダブルデイ社（1951年）
  - 再版: Galaxy novel No.12（1952年）
  - 日本語訳: 『多元宇宙の家』川村哲郎訳、ハヤカワSFシリーズ、1967年
    - 児童向け抄訳: 『時間かんし員』中上守訳、岩崎書店、1967年（改題『次元パトロール』1976年、復刊『次元パトロール』2003年）
2. "Journey to Misenum"、スタートリング・ストーリーズ誌（1953年8月）
  - 加筆版: Three Faces of Time、エース・ダブルD-121番(1955年)
3. 上記二冊の合本: The House of Many Worlds、エース社（1983年）

### 普通小説（全て未訳）
- Murder in Miniatures, Doubleday Doran, "Crime Club", 1940 
  - Reprint: Crestwood Pub., "A Black Cat Detective Story", 1945
  - Reprint: New York/Toronto, Harlequin Books, 1950
  - Reprint: Sydney, Original Novels Foundation, "Phantom Books No. 645", 1955, 132p.
- Knife in My Back, New York, Mystery House, 1945 
  - Reprint: Kingston, New York, Handi Book, 1945
  - Reprint: London, Quality Press Ltd, 1947
  - Reprint: New York/Toronto, Harlequin Books, 1950
- Killer to Come, Abelard Press, 1953 
  - Reprint: Galaxy novels No. 22, 1954
- The White Widows, Doubleday, 1953 (expansion of "The White Widows" in Startling Stories, October 1953)
- Slightly edited reprint: The Sex War, Beacon, Galaxy novel No. 42, 1960
- The Passer, New York, Midwood Tower, 1962
- The Time Shifters, New York, Lancer Books, 1971
- Chauvinisto, Canoga Park, CA, Major Books, 1976, ISBN 0-89041-085-2, 176p.